# Ram Gopal
Ram Gopal (Bangalore, 1917 - 1920 – Londra, 12 ottobre 2003) è stato un ballerino e coreografo indiano.
Nel 1935 aprì una scuola di danza classica indiana, debuttando negli USA nel 1938. Apprezzato ballerino, fondò, dopo il suo ritiro dalle scene, la Academy of Indian dance and music.